# Cymonomus japonicus
Cymonomus japonicus is een krabbensoort uit de familie van de Cymonomidae. De wetenschappelijke naam van de soort is voor het eerst geldig gepubliceerd in 1922 door Balss.